# Steven E. de Souza
Steven E. de Souza (Filadelfia, 17 novembre 1947) è un produttore cinematografico, sceneggiatore e regista statunitense.

## Carriera
Laureatosi alla Penn State, ha contribuito alla realizzazione di sette serie TV ed è stato sceneggiatore di alcuni dei film più celebri degli anni '80.
De Souza più tardi scrisse fra gli anni '90 e 2000 le pellicole Beverly Hills Cop III, Dredd - La legge sono io e Tomb Raider: La culla della vita. Nel 1994 si è anche cimentato nella regia di uno dei suoi lavori, producendo e dirigendo Street Fighter - Sfida finale, basato sulla celebre serie di videogiochi.
La sua carriera cinematografica iniziò con Arnold's Wrecking Co, un film a basso costo, che nonostante le pessime recensioni riuscì a raccogliere l'attenzione del pubblico. De Souza vinse il Razzie Award nel 1991. Recentemente, nel 2000 egli è stato onorato con il Norman Lear Award.
Nel 2002 ha iniziato a lavorare al progetto di Il fantasma che cammina, basato sul fumetto di Lee Falk Uomo mascherato. Tuttavia, egli è stato sostituito da Mel Stewart e Mark Brewington. Nel 2007, de Souza è apparso nel documentario Sogni su Spec insieme a tre aspiranti sceneggiatori e scrittori: James L. Brooks, Nora Ephron e Carrie Fisher.

## Filmografia

### Serie televisive
- L'uomo da sei milioni di dollari
- La donna bionica
- Supercar
- Tales from the Crypt

### Cinema
- 48 ore (48 Hrs.) (1982)
- Commando (1985)
- Trappola di cristallo (Die Hard) (1988)
- 58 minuti per morire - Die Harder (Die Hard 2) (1990)
- Street Fighter - Sfida finale (1994) (di cui è anche regista)